# Thet Sambath
Thet Sambath (* 1967) ist ein Reporter und Filmemacher aus Kambodscha.

## Leben
Die Roten Khmer töteten Thets Eltern, seinen Bruder und seinen Onkel. Nuon Chea, der Stellvertreter Pol Pots, bestätigte ihm erstmals öffentlich die Verbrechen der Roten Khmer. Die Aufzeichnungen dieser, über mehrere Jahre geführten, Interviews verarbeitete Thet 2009 zu dem Dokumentarfilm Enemies of the people, der am Sundance Film Festival 2010 in der Kategorie: „World Cinema – Documentary“ sowie mit 21 weiteren Filmpreisen ausgezeichnet wurde.
Er erhielt außerdem den Knight International Journalism Award.

## Persönliches
Thet lebt in Phnom Penh und hat eine Frau und zwei Kinder.